# Ligue Féminine de Football Professionnel
La Ligue Féminine de Football Professionnel, nota anche con l'acronimo LFFP, è l'organo che, sotto l'egida della federazione calcistica francese (FFF), gestisce e organizza i campionati di Première Ligue e di Seconde Ligue.
Da luglio 2024, il presidente della lega è Jean-Michel Aulas.

## Storia
La fondazione della Ligue Féminine de Football Professionnel è stata presentata ufficialmente il 29 aprile 2024 ed essa è operativa dal 1º luglio 2024. Fino a quella data, la federazione calcistica francese (FFF) era responsabile dell'organizzazione delle competizioni nazionali di calcio femminile in Francia.
Il suo primo presidente è stato Jean-Michel Aulas, ex presidente dell'Olympique Lyonnais, nominato dal Comitato esecutivo della FFF.

## Funzioni e obiettivi
Le funzioni e gli obiettivi della LFFP sono i seguenti:
- Sostenere la professionalizzazione del calcio femminile e contribuire al sostegno e alla strutturazione dei club;
- Organizzare e sviluppare le competizioni femminili professionistiche in Francia (Arkema Première Ligue, Seconde Ligue) e migliorare l'attrattiva del campionato;
- Rappresentare gli interessi del calcio femminile presso le istituzioni, i partner, i media e i tifosi;
- Aumentare l'attrattiva del calcio femminile presso gli spettatori, i detentori di licenze e i futuri detentori di licenze;
- Sviluppare le risorse finanziarie della LFFP e dei suoi club e portare la remunerazione delle giocatrici a un nuovo livello.

## Organico della Lega
L'organico della LFFP corrisponde alle 24 società iscritte alla Première Ligue e alla Seconde Ligue (12 ciascune).

## Dirigenza

### Presidente
Salvo impedimenti, il presidente presiede le riunioni del Comitato esecutivo, del consiglio di amministrazione e dell'assemblea generale della LFFP.
Ha i più ampi poteri per rappresentare la LFFP e per assumere impegni negli atti civili, nei rapporti con i terzi e nelle relazioni con gli organismi sportivi, ed è affiancato da un amministratore delegato.
| Anni          | Presidenti        |
| ------------- | ----------------- |
| 2024-presente | Jean-Michel Aulas |

### Consiglio di amministrazione
La LFFP è amministrato da un Consiglio di amministrazione, che si riunisce una volta ogni tre mesi. Si riunisce inoltre su convocazione del presidente dell'LFFP.

### Assemblea generale
L'Assemblea generale ordinaria definisce, guida e controlla la politica complessiva della LFFP ed è responsabile della ripartizione dei diritti audiovisivi di Première Ligue e Seconde Ligue. Si riunisce in via ordinaria almeno due volte l'anno.
L'Assemblea generale straordinaria ha l'autorità esclusiva di decidere le modifiche allo statuto della LFFP. Qualsiasi decisione presa dall'Assemblea generale straordinaria richiede una maggioranza di 2/3 dei voti espressi.
L'Assemblea generale è composta dai seguenti membri:
1. Un rappresentante per ogni club calcistico;
2. Un rappresentante nominato dalla Federazione calcistica francese;
3. Una rappresentante delle giocatrici professioniste;
4. Un rappresentante degli allenatori professionisti;
5. Un rappresentante degli arbitri;
6. Un rappresentante del personale amministrativo dei club professionistici;
7. Un rappresentante dei medici dei club professionistici.